# サンギンダライ湖
サンギンダライ湖（さんぎんだらい-こ）は、モンゴル北部にある塩湖。
湖塩を産出し、この湖塩は日本にも輸入されている。